# Laoküla (Keila)
Laoküla est un village situé dans la Commune de Keila du Comté de Harju en Estonie.
Au 31 décembre 2011, le village compte 33 habitants.